# Magdalena González Sánchez
Magdalena González Sánchez (nacida en la Ciudad de México, México el 8 de mayo de 1974) es física, astrofísica, investigadora y profesora mexicana conocida mayormente por sus contribuciones en la investigación sobre rayos gamma y por ser responsable del Laboratorio Nacional HAWC de Rayos Gamma. Tiene en su haber noventa publicaciones realizadas sobre su campo de estudio en revistas indexadas. En 2015 recibió el reconocimiento Sor Juana Inés de la Cruz de la Universidad Nacional Autónoma de México.

## Biografía
La Dra. González obtuvo el grado de licenciatura en física en la Facultad de Ciencias de la Universidad Nacional Autónoma de México dentro del área de física nuclear. Se tituló como doctora en física en la Universidad de Wisconsin-Madison, EUA, en el área de astrofísica de altas energías. Realizó una estancia posdoctoral en el Instituto de Astronomía de la UNAM (Universidad Nacional Autónoma de México ) donde actualmente es investigadora titular.
Es iniciadora y colaboradora del observatorio de rayos gamma HAWC (High Altitude Water Cherenkov), localizado en el Volcán Sierra Negra en Puebla, México. También es colaboradora y partícipe de los descubrimientos del observatorio de rayos gamma Milagro.
Parte de su trabajo de investigación está dedicado al estudio de destellos de rayos gamma con observatorios satelitales. El resultado más importante de su trabajo en esta área, es el descubrimiento de un tipo de emisión a energías de MeV (megaelectronvoltio) que ha sido confirmada por el satélite Fermi.
Las líneas actuales en las que trabaja son: estudio de la emisión de alta energía de destellos de rayos gamma (GRBs) estudio de Centaurus A como posible acelerador de rayos cósmicos ultra-energéticos, astrofísica de rayos gamma de alta energía con los observatorios HAWC y Milagro e instalación de detectores Cherenkov Atmosféricos a gran altura.
Su grupo de trabajo en el Instituto de Astronomía está formado por posdoctorantes y estudiantes de todos los niveles académicos, así como Técnicos Académicos participantes del proyecto HAWC.

## Aportaciones científicas
Como iniciadora y colaboradora del observatorio HAWC, estuvo involucrada en el descubrimiento de un nuevo pulsar junto a la nebulosa del Cangrejo. Este descubrimiento ofrece información valiosa para resolver el problema del exceso de positrones cósmicos que llegan a la Tierra (radiación cósmica).
Magdalena Gonzáez también participó en la primera observación de la fusión de un par de estrellas de neutrones, que fue detectada mediante ondas gravitacionales y en varias longitudes de onda electromagnéticas.

## Premios y reconocimientos
- 2015: Reconocimiento Sor Juana Inés de la Cruz de la UNAM.[6]
- 2011: Premio a Jóvenes Científicas en Física y Matemáticas para región de América Latina y el Caribe 2011, que otorgan la Organisation of Women in Science for Developing World y la Fundación Elsevier.[5][10]
- 2003: Achievement Award, Los Alamos National Laboratory, September 2003.